# John Bartram

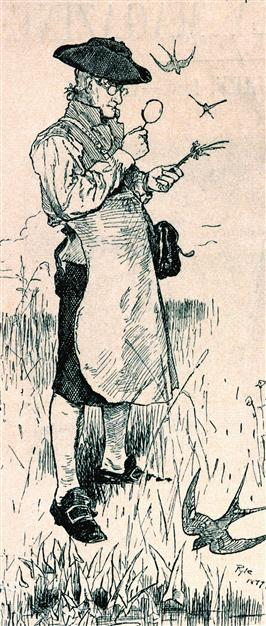
John Bartram, postume Zeichnung von Howard Pyle (1853–1911)

John Bartram (* 23. März 1699 in Darby, Province of Pennsylvania; † 22. September 1777 in Philadelphia) war ein britischer bzw. nordamerikanischer Botaniker. Sein offizielles botanisches Autorenkürzel lautet „Bartram“.
Er war der Vater von William Bartram und ein Cousin war Humphry Marshall.

## Leben und Wirken
Bartram wurde in eine Quäker-Familie geboren. Er sammelte viele Pflanzen auf seinen ausgedehnten Reisen durch den Osten der Vereinigten Staaten vom Ontariosee im Norden bis nach Florida im Süden und zum Ohio River im Westen. Viele seiner Fundstücke wurden an Sammler in Europa geschickt.
Er gründete 1728 Bartram’s Garden in Philadelphia und war 1742 mit Benjamin Franklin einer der Mitbegründer der American Philosophical Society. 1760 lernte er Martha Daniell Logan kennen, die ihn durch ihren Garten in Charleston führte und mit der er im folgenden Pflanzen austauschte. König Georg III. ernannte Bartram 1765 zum „Königlichen Botaniker“ – ein Posten, den er bis zu seinem Tod behielt. Am 26. April 1769 wurde Bartram als Auslandsmitglied in die Königlich Schwedische Akademie der Wissenschaften gewählt.

## Ehrentaxon
Die Moosgattung Bartramia wurde nach ihm benannt.

## Schriften (Auswahl)
- Observations on the Inhabitants, Climate, Soil, Rivers, Productions, Animals, and Other Matters Worthy of Notice. Made by Mr. John Bartram, in his Travels from Pennsylvania to Onondago, Oswego, and Lake Ontario, in Canada. To which is annex’d, a curious Account of the Cataracts at Niagara. By Mr. Peter Kalm. J. Whiston and B. White, London 1751 (online).
- Travels through North and South Carolina, Georgia, East and West Florida, the Cherokee country, the extensive territories of the Muscogulges, or Creek confederacy, and the country of the Chactaws. James & Johnson, Philadelphia 1791 (online).